# Incurviseta viridula
Incurviseta viridula är en tvåvingeart som beskrevs av Malloch 1927. Incurviseta viridula ingår i släktet Incurviseta och familjen lövflugor. Inga underarter finns listade i Catalogue of Life.